# Domina Shopping
Domina Shopping est un centre commercial situé dans le voisinage de Teika (banlieue de Vidzeme, près de Rīga, en Lettonie).

## Présentation
Le centre commercial Domina Shopping est l'un des plus grands centres commerciaux de Riga. Il est situé dans le quartier de Teika, rue Ieriķu 3, près du Pont Jorģis Zemitāns et de la rue Brīvības gatve.
Le centre commercial est situé dans les locaux de l'ancienne usine de la Valsts Elektrotehniskā Fabrika (VEF), qui a été rénovée.
Le centre occupe une superficie de 110 000 m2, pour une surface commerciale de 42 000 m2.
"Domina Shopping" est un centre commercial de Riga a abrité successivement plusieurs grandes épiceries.
La première grande épicerie depuis l'ouverture de "Domina Shopping" était "Hyper Maxima", qui était située dans ce centre commercial jusqu'en 2006.
En novembre 2006, le premier magasin de la chaîne de magasins finlandaise Prisma a été ouvert en Lettonie, mais fermé en mai 2016, le magasin n'ayant pas conclu d'accord avec le centre commercial sur le contrat de location des locaux.
La prochaine grande épicerie que le centre commercial "Domina Shopping" envisageait d'ouvrir était l'hypermarché Rimi, mais le Conseil de la concurrence l'a interdit, car cela aurait accru la domination de Rimi, mais un hypermarché Maxima XXX (lv) a été ouvert à la place en août 2017,.

## Histoire
Le créateur du concept « Domina Shopping » était l'investisseur italien Ernesto Preatoni, qui a commencé à travailler dans les pays baltes depuis l'Estonie, où il a ouvert le centre commercial Kristiine keskus à Tallinn en 1999. Sa société d'investissement PK Investments (du groupe Pro Kapital) a vendu « Domina Shopping » au fonds allemand KanAm Grundinvest en mai 2007 pour 150 millions d'euros. Il s’agit de l’une des transactions les plus importantes sur le marché immobilier letton en 2007.
Le propriétaire et gestionnaire du centre commercial « Domina Shopping » est désormais « Eften Domina ».
En juillet 2016, le fonds estonien « EfTEN Kinnisvarafond II AS » l'a racheté au fonds d'investissement immobilier allemand « KanAm Grund Kapitalanlagegesellschaft mbH » pour 74,5 millions d'euros.
En 2022, "Eften Domina" a réalisé un chiffre d'affaires de 12,8 millions d'euros et un bénéfice de 3 millions €.

## Transports
Le nombre de places de stationnement est de 2000 places.
Le centre commercial est situé aux arrêts :
- des bus 16, 21, 49 ;
- du tramway 1 ;
- des Trolleybus 4, 12, 13, 14, 17, 18, 23, 31, 34 et 35.

## Galerie

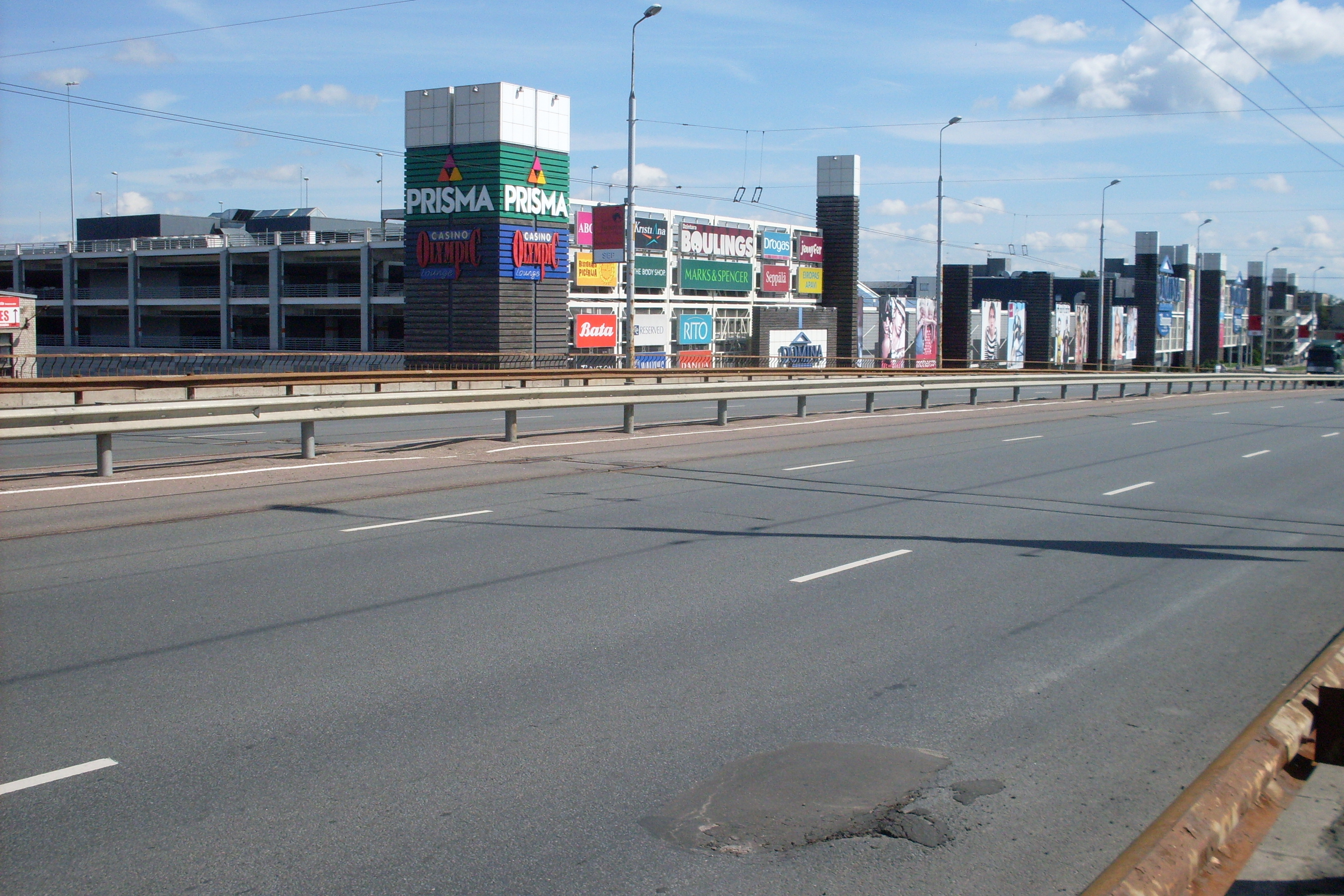
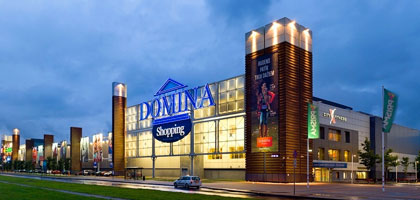
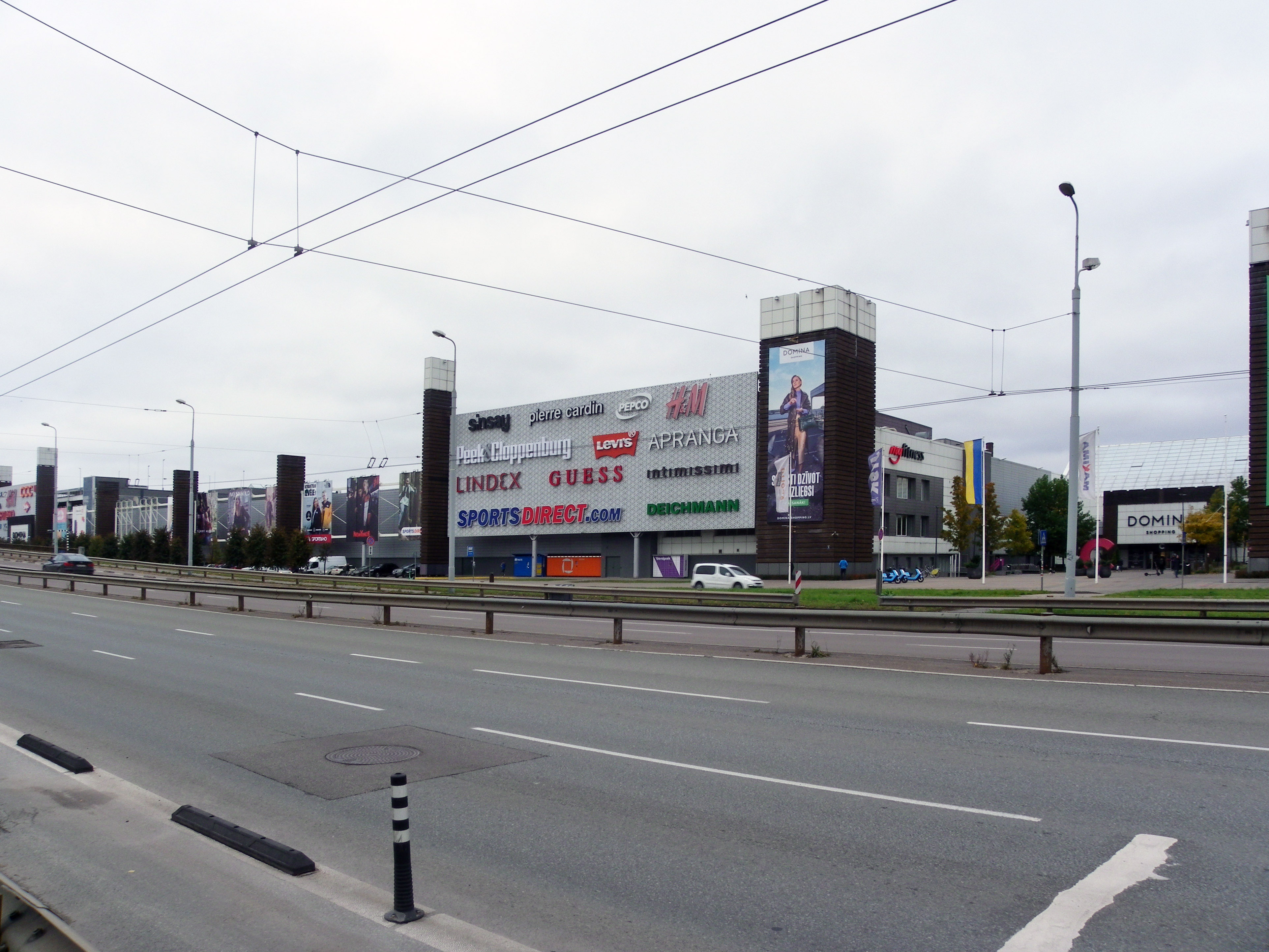